# Bluebeard (1972)
Bluebeard is een Frans-Italiaans-Duitse thriller uit 1972 onder regie van Edward Dmytryk.

## Verhaal
Na de dood van zijn vrouw leert oorlogsheld Kurt von Sepper de knappe Anne kennen. Na de bruiloft gaat Anne met Kurt samenwonen in zijn kasteel. Daar ontdekt ze zeven vrouwenlichamen in een diepvrieskelder.

## Trivia
Ondanks het feit dat het niet duidelijk in de film vermeld wordt, speelt het verhaal zich waarschijnlijk af in de jaren '30 van de 20ste eeuw. Dit kan men afleiden uit de verwijzing die Von Sepper maakt naar het oorlogsfront (De Eerste Wereldoorlog) waar hij als piloot neerstortte met zijn vliegtuig, wanneer Greta hem vraagt hoe het komt dat zijn baard een blauwe schijn heeft.
Von Sepper is lid van een fascistische partij (waarschijnlijk het Vaderlands Front, want men kan duidelijk zien dat hij een "Krukkenkruis" draagt (al is dit wel in dezelfde kleuren van de Swastika die de Nazi droegen, en iets wat historisch niet correct is)).

## Anachronismen
Anne en andere echtgenotes van Von Sepper dragen kleren die niet uit de periode van de jaren '30-'40 lijken te komen. De mini-jurk of minirok werd pas in de jaren '60, dus na de Tweede Wereldoorlog ontworpen.

## Rolverdeling
| Acteur            | Personage             |
| ----------------- | --------------------- |
| Richard Burton    | Kurt von Sepper       |
| Raquel Welch      | Non                   |
| Virna Lisi        | Zangeres              |
| Nathalie Delon    | Erika                 |
| Marilù Tolo       | Brigitt               |
| Karin Schubert    | Greta                 |
| Agostina Belli    | Caroline              |
| Sybil Danning     | Prostituee            |
| Joey Heatherton   | Anne                  |
| Edward Meeks      | Sergio                |
| Doka Bukova       | Rosa                  |
| Jean Lefebvre     | Vader van Greta       |
| Erica Schramm     | Moeder van Greta      |
| Karl-Otto Alberty | Vriend van Von Sepper |
| Kurt Großkurth    | Vriend van Von Sepper |
| Mathieu Carrière  | Violist               |